# Годзилла против морского монстра
«Годзилла против морского монстра» (яп. ゴジラ・エビラ・モスラ　南海の大決闘 — «Годзилла, Эбира, Мотра: великий поединок в южных морях») — японский фантастический кайдзю-фильм, седьмой о динозавре Годзилле, четвёртый о бабочке Мотре, и первый с участием креветки Эбиры. Это первый фильм о Годзилле, режиссёром которого был Дзюн Фукуда. Фильм вышел в японский кинопрокат 17 декабря 1966 года.
В 1967 году фильм был переделан американцами и стал короче примерно на пять минут. Были удалены некоторые сцены диалогов, титры переведены на английский язык.

## Сюжет
Четверо подростков (Итино, Нита, Рёта и вор Ёсимура) отправляются на угнанной яхте в море, разыскивая пропавшего рыбака (брата одного из подростков) друзей. Их настигает ураган, компания попадает на заброшенный остров, оккупированный террористами организации «Красный бамбук», а у побережья обитает страшное морское чудовище — гигантская креветка Эбира. Спасаясь от угрозы, скитальцы встречают девушку-туземку и находят в пещере спящего Годзиллу. Они узнают, что террористы заставляют туземцев с острова Инфанта давить сок из фруктов, который отпугивает гигантскую креветку.
Друзьям удаётся разбудить Годзиллу и тот начинает разрушать остров. После короткой схватки с гигантским кондором (который по размеру соответствует воробью — в сравнении с человеком) монстр отправляется в море, где происходит битва с Эбирой. Вскоре к сражению присоединяется Мотра, в итоге Годзилла разрывает на части Эбиру, активированная террористами бомба на острове взрывается, стирая остров с лица Земли. Главных героев спасает Мотра, а Годзилла уплывает в неизвестном направлении.

## В ролях
| Актёр           | Роль                            |
| --------------- | ------------------------------- |
| Акира Такарада  | Ёсимура                         |
| Куми Мидзуно    | Даё                             |
| Тётаро Тогин    | Итино                           |
| Хидэо Сюнадзука | Нита                            |
| Тору Ватанабэ   | Рёта Канэ                       |
| Тору Ибуки      | Ята Канэ                        |
| Акихико Хирата  | капитан Ямото                   |
| Pair Bambi      | две феи Мотры                   |
| Хидэё Амамото   | главарь одного из подразделений |
| Дзюн Тадзаки    | командир разведотряда           |
| Харуо Накадзима | Годзилла                        |
| Ю Сэкида        | Эбира                           |

## Показанные чудовища
- Годзилла — огромный динозавр, мутировавший во время бомбардировок Хиросимы и Нагасаки. В первый раз напал на Японию в 1955 году. Главная суперспособность Годзиллы — он может извергать из пасти тепловой луч. Размеры: рост 50 м; вес 20 000 т[1].
- Эбира — колоссальная креветка с гигантскими клешнями. Панцирь ярко-оранжевого цвета. Была побеждена Годзиллой. Размеры: длина 50 м; вес 23 000 т[2].
- Мотра — гигантская бабочка, которая по счастливой случайности оказывается на том же острове, где обосновались террористы и где в пещере спал Годзилла. Была разбужена песней фей-лилипуток. Размеры: длина 65 м; размах крыльев 135 м; вес 15 000 т[3].
- Гигантский кондор неизвестного происхождения, использовавшийся террористами для защиты их острова с воздуха. Напал на Годзиллу и был убит им же. Этот монстр был позаимствован из американского фильма «Гигантский коготь», но в этом фильме его размеры значительно уменьшены. Размеры: длина 15 м; размах крыльев 25 м; вес 2 000 т[4].

## История создания
Первоначально главным монстром фильма должен был стать Кинг-Конг, но кинокомпания Toho в конечном итоге заменила его на Годзиллу — более известного для тех времён киномонстра. Но костюм Конга уже был изготовлен, поэтому в 1967 году он был использован в фильме «Побег Кинг-Конга». Тем не менее сюжет в целом не изменили, поэтому Годзилла ведёт себя здесь необычно и является положительным персонажем.
C 1991 года фильм известен во всём мире как «Годзилла против морского монстра». В 2005 году фильм выпущен Sony на DVD.
Сцены битвы в океане снимались в специальном наполненном водой бассейне.
Слоган фильма — «Существует один лобстер, которого вы бы не пожелали заказать».
В Японии фильм посмотрели в кинотеатрах 3 450 000 зрителей.
В Германии фильм вышел под названием «Франкенштейн и монстр из моря».